# Federico Marchetti
Federico Marchetti (Bassano del Grappa, 7 febbraio 1983) è un calciatore italiano, portiere del Marsaxlokk.

## Biografia
È stato soprannominato Tarzan dal giornalista e telecronista sportivo Guido De Angelis.
Ha un figlio, Edoardo, avuto il 26 settembre 2021 dall'attrice Lorena Cacciatore.

## Carriera

### Club

#### Gli inizi: Torino, Pro Vercelli e Biellese
Originario di Cassola, paese in provincia di Vicenza, in giovane età ricopriva il ruolo di portiere con la squadra del Cassola. Poi nella categoria esordienti inizia a giocare col Bessica, formazione della provincia trevigiana, per poi passare nelle giovanili del Torino; dopo aver disputato in prestito una stagione con la maglia della Pro Vercelli, va a "farsi le ossa" prima in Serie C1 giocando con il Crotone e poi in Serie B con il Treviso, sempre in prestito, rientrando infine a Torino. Successivamente, reduce da una breve parentesi ancora con la Pro Vercelli, si trasferisce alla Biellese, essendo rimasto svincolato dal Torino dopo il fallimento del club granata nel 2005. Durante il periodo con la Biellese ricevette una curiosa squalifica di due turni nel corso del campionato di Serie C2 per aver mostrato le terga durante la finale di ritorno dei play-out con il Portogruaro: senza commettere alcun fallo grave, Marchetti dapprima danneggiò a calci un cartellone pubblicitario e successivamente mostrò ai tifosi locali il sedere dopo essersi calato i calzoncini.

#### AlbinoLeffe
Nel 2006 viene ingaggiato per 500 euro dall'AlbinoLeffe in Serie B, dove disputa un buon numero di partite stagionali. La stagione successiva compie il salto di qualità dimostrandosi un portiere affidabile e divenendo titolare. Poco prima dei play-off subisce un intervento al gomito ma riesce a rientrare giusto in tempo per giocarli, anche se la sua squadra viene sconfitta in finale dal Lecce.

#### Cagliari
Nella stagione successiva, a 25 anni, passa in prestito al Cagliari con diritto di riscatto della comproprietà (fissato a 2.500.000 €). Anche in Serie A ha dato continuità al suo rendimento, dimostrandosi uno dei più promettenti portieri italiani in circolazione. Nel giugno 2009 la società sarda riscatta l'intero cartellino del giocatore per una cifra che si aggira sui 4,5 milioni di euro.
La stagione 2009-10 non si apre nel migliore dei modi per il portiere veneto, anche perché la squadra resta a secco di risultati nelle prime partite; convince con una buona prestazione, invece, in Bari-Cagliari 0-1, quando negli ultimi secondi compie un intervento decisivo su un tiro ravvicinato che poteva regalare il pareggio ai pugliesi.
Il 22 ottobre 2009 viene premiato come miglior portiere della Serie A 2008-2009. Al termine del campionato è richiesto dai più prestigiosi club italiani che però non trovano accordo né con il giocatore, né con la società rossoblu affinché il portiere possa essere ceduto: Marchetti resta ancora un altro anno a difendere la porta dei sardi.
Il 27 luglio 2010 il giocatore viene messo sul mercato dal Cagliari; chiuso il calciomercato senza essere ceduto, viene relegato al ruolo di terzo portiere della rosa. Il "caso" creatosi attorno al portiere, è dovuto a una sua dichiarazione "Ho sperato nell'opportunità Samp" che ha provocato la reazione del presidente del Cagliari Massimo Cellino, il quale successivamente si è scontrato verbalmente anche con il procuratore del giocatore. Anche il sindaco della città dove Marchetti è cresciuto, Cassola, è voluta intervenire in proposito con una lettera di sostegno al giocatore.

#### Lazio
Il 5 luglio 2011, a 28 anni, Marchetti viene acquistato dalla Lazio per poco più di 5 milioni. L'esordio con la Lazio avviene allo Stadio Olimpico il 18 agosto 2011 (Lazio-Rabotnicki 6-0 di Europa League): questa partita è anche l'esordio in una competizione europea per il portiere. Nella sua prima stagione alla Lazio ha indossato due differenti numeri di maglia: il 22 per le partite di campionato e Coppa Italia e l'83 per le gare di Europa League. In campionato riesce, nonostante l'anno di inattività, a riproporsi subito a ottimi livelli. Il 16 ottobre gioca e vince il suo primo derby capitolino (2-1). Durante la partita contro il Lecce del 10 dicembre si infortuna alla coscia destra ed è costretto ad un mese di stop: il suo 2011 in biancoceleste si chiude con 19 gare disputate di cui ben 10 senza subire gol.
Il 30 aprile 2012 viene squalificato per 4 giornate dal giudice sportivo "per avere, al termine della gara, sul terreno di gioco, posto da tergo le mani sulla spalla dell'arbitro, spingendolo con veemenza"; l'episodio si riferisce a una rissa scoppiata il giorno prima durante il match tra Udinese e Lazio: negli ultimi secondi si sente un triplice fischio che inganna i biancocelesti che, ritenendo conclusa la partita, si fermano consentendo ai friuliani di raddoppiare: da qui parte la bagarre che coinvolge anche Marchetti, il quale mette le mani addosso all'arbitro Mauro Bergonzi.
Il 5 gennaio 2013, nella gara casalinga vinta per 2-1 contro il Cagliari, con la rete subita da Marco Sau ferma la sua imbattibilità in campionato a 512 minuti consecutivi, entrando comunque tra i primi dieci portieri della storia laziale col più lungo minutaggio d'imbattibilità. Il 26 maggio 2013 vince la Coppa Italia battendo in finale la Roma per 1-0.
Il 18 agosto 2013 perde la Supercoppa italiana 2013 contro la Juventus subendo 4 gol. Il 19 settembre 2013 durante la gara di Europa League Lazio-Legia Varsavia, indossa per la prima volta la fascia di capitano. Il 20 maggio 2015 perde la finale di Coppa Italia dove la Lazio viene sconfitta dalla Juventus per 2-1. La quinta stagione si apre l'8 agosto 2015, giocando da titolare e perdendo la Supercoppa italiana 2015, per 2-0, contro i Campioni d'Italia della Juventus. Il 17 maggio 2017 perde la sua seconda finale di Coppa Italia poiché la sua squadra viene superata, per 2-0, dalla Juventus. Nel febbraio del 2017 viene messo fuori rosa dalla sua squadra: la società non ha mai chiarito in modo ufficiale le motivazioni, giustificate dai frequenti problemi fisici e, nonostante sia circolata anche un'ipotesi di reintegro, Marchetti non ha più disputato un incontro ufficiale fino alla scadenza del suo contratto.

#### Genoa
A luglio 2018 passa al Genoa a parametro zero e l'11 agosto fa il suo esordio a difesa della porta dei grifoni in occasione della vittoria casalinga (4-0) contro il Lecce valida per il terzo turno di Coppa Italia. In campionato gioca da titolare le prime 4 gare prima di essere sostituito da Ionuț Radu.  Nella stagione successiva viene relegato al ruolo di terzo portiere.
Nel settembre 2020 ritorna ad essere provvisoriamente titolare, in sostituzione di Perin colpito dal COVID-19. Il 27 settembre torna dunque a giocare una partita, in cui subisce 6 reti da parte del Napoli. Tuttavia gioca soltanto questa gara, ammalandosi anch'egli successivamente di COVID-19 e guarendo poco tempo dopo, proprio insieme al compagno Perin, il quale torna ad essere tra i pali. Gioca altre 3 partite nel corso della stagione.
Il 26 maggio 2022, viene ufficializzato il suo addio alla squadra dopo quattro anni.

#### Spezia
Dopo esser rimasto svincolato per alcuni mesi, il 21 gennaio 2023 Marchetti viene tesserato dallo Spezia, di nuovo in Serie A. Fa il suo esordio con gli aquilotti il 19 febbraio successivo, subentrando all'infortunato Bartłomiej Drągowski al 25' del match di campionato contro la Juventus, poi terminato con una sconfitta per 0-2; il portiere veneto torna così a disputare un incontro della massima serie a un anno e mezzo dall'ultima volta.

#### Ħamrun Spartans e Marsaxlokk
Terminata la sua esperienza in Liguria, il 4 luglio 2023 Marchetti si accorda ufficialmente con l'Ħamrun Spartans, squadra della massima serie maltese, con cui sottoscrive un contratto annuale. Nell'occasione, ritrova l'allenatore Luciano Zauri, suo ex compagno di squadra alla Lazio.
Esordisce con la squadra maltese nella partita di andata del primo turno di qualificazione della Champions League, giocata in casa contro il Maccabi Haifa e persa per 0-4.
Nella sua prima stagione con la squadra maltese, contribuisce alla vittoria sia della Supercoppa di Malta, sia del titolo nazionale.
Dopo sei mesi di inattività, nel dicembre 2024 Marchetti sigla un contratto di sei mesi con il Marsaxlokk, compagine della massima divisione maltese.

### Nazionale
Il 6 giugno 2009, a 26 anni, esordisce in nazionale, convocato dal CT Marcello Lippi, giocando da titolare nella partita amichevole Italia-Irlanda del Nord (3-0) disputata a Pisa. Nel corso del 2009 diventa il secondo portiere della nazionale alle spalle di Gianluigi Buffon e l'anno successivo viene convocato per il Mondiale 2010.
Il 14 giugno 2010 esordisce nel Mondiale in Sudafrica sostituendo l'infortunato Buffon all'inizio del secondo tempo di Italia-Paraguay (1-1), prima partita del girone. In seguito, vista l'indisponibilità del portiere titolare, viene schierato dall'inizio per le successive partite del 1º turno contro Nuova Zelanda (1-1) e Slovacchia (sconfitta per 3-2).
Torna nel giro della nazionale nel 2013 con il CT Cesare Prandelli, che lo inserisce nella lista dei convocati per la Confederations Cup in Brasile. Torna in campo con la nazionale l'11 giugno 2013, subentrando al posto di Salvatore Sirigu all'inizio del secondo tempo della partita amichevole contro Haiti (2-2) disputata a Rio de Janeiro.
Il 22 marzo 2015, dopo quasi due anni di assenza dalla nazionale, con l'infortunio di Mattia Perin, viene convocato dal CT Antonio Conte per le partite contro Inghilterra e Bulgaria.
Viene convocato sempre da Conte come terzo portiere per l'Europeo 2016 in Francia, senza tuttavia scendere in campo.

## Statistiche

### Presenze e reti nei club
Statistiche aggiornate all'8 marzo 2025.
| Stagione            | Squadra             | Campionato          | Campionato | Campionato | Coppe nazionali | Coppe nazionali | Coppe nazionali | Coppe continentali | Coppe continentali | Coppe continentali | Altre coppe | Altre coppe | Altre coppe | Totale | Totale |
| Stagione            | Squadra             | Comp                | Pres       | Reti       | Comp            | Pres            | Reti            | Comp               | Pres               | Reti               | Comp        | Pres        | Reti        | Pres   | Reti   |
| ------------------- | ------------------- | ------------------- | ---------- | ---------- | --------------- | --------------- | --------------- | ------------------ | ------------------ | ------------------ | ----------- | ----------- | ----------- | ------ | ------ |
| 2002-2003           | Pro Vercelli        | C2                  | 34+2       | -52 + 0    | CI-C            | 0               | 0               | -                  | -                  | -                  | -           | -           | -           | 36     | -52    |
| 2003-gen. 2004      | Crotone             | C1                  | 0          | 0          | CI-C            | 3               | -5              | -                  | -                  | -                  | -           | -           | -           | 3      | -5     |
| gen.-giu. 2004      | Treviso             | B                   | 0          | 0          | CI              | -               | -               | -                  | -                  | -                  | -           | -           | -           | 0      | 0      |
| 2004-gen. 2005      | Torino              | B                   | 1          | -1         | CI              | 0               | 0               | -                  | -                  | -                  | -           | -           | -           | 1      | -1     |
| gen.-giu. 2005      | Pro Vercelli        | C2                  | 13         | -17        | CI-C            | -               | -               | -                  | -                  | -                  | -           | -           | -           | 13     | -17    |
| Totale Pro Vercelli | Totale Pro Vercelli | Totale Pro Vercelli | 47+2       | -69 + 0    |                 | 0               | 0               |                    | -                  | -                  |             | -           | -           | 49     | -69    |
| 2005-2006           | Biellese            | C2                  | 28+2       | -39 + 0    | -               | -               | -               | -                  | -                  | -                  | -           | -           | -           | 30     | -39    |
| 2006-2007           | AlbinoLeffe         | B                   | 13         | -20        | CI              | 0               | 0               | -                  | -                  | -                  | -           | -           | -           | 13     | -20    |
| 2007-2008           | AlbinoLeffe         | B                   | 32+4       | -28 + -4   | CI              | 1               | -1              | -                  | -                  | -                  | -           | -           | -           | 37     | -33    |
| Totale AlbinoLeffe  | Totale AlbinoLeffe  | Totale AlbinoLeffe  | 45+4       | -48 + -4   |                 | 1               | -1              |                    | -                  | -                  |             | -           | -           | 50     | -53    |
| 2008-2009           | Cagliari            | A                   | 35         | -41        | CI              | 1               | 0               | -                  | -                  | -                  | -           | -           | -           | 36     | -41    |
| 2009-2010           | Cagliari            | A                   | 33         | -48        | CI              | 1               | -1              | -                  | -                  | -                  | -           | -           | -           | 34     | -49    |
| 2010-2011           | Cagliari            | A                   | 0          | 0          | CI              | 0               | 0               | -                  | -                  | -                  | -           | -           | -           | 0      | 0      |
| Totale Cagliari     | Totale Cagliari     | Totale Cagliari     | 68         | -89        |                 | 2               | -1              |                    | -                  | -                  |             | -           | -           | 70     | -90    |
| 2011-2012           | Lazio               | A                   | 31         | -37        | CI              | 1               | -3              | UEL                | 7                  | -8                 | -           | -           | -           | 39     | -48    |
| 2012-2013           | Lazio               | A                   | 33         | -32        | CI              | 3               | -2              | UEL                | 10                 | -6                 | -           | -           | -           | 46     | -40    |
| 2013-2014           | Lazio               | A                   | 21         | -29        | CI              | 0               | 0               | UEL                | 4                  | -6                 | SI          | 1           | -4          | 26     | -39    |
| 2014-2015           | Lazio               | A                   | 30         | -29        | CI              | 0               | 0               | -                  | -                  | -                  | -           | -           | -           | 30     | -29    |
| 2015-2016           | Lazio               | A                   | 29         | -39        | CI              | 0               | 0               | UCL+UEL            | 0+5                | -7                 | SI          | 1           | -2          | 35     | -48    |
| 2016-2017           | Lazio               | A                   | 17         | -22        | CI              | 1               | -1              | -                  | -                  | -                  | -           | -           | -           | 18     | -23    |
| 2017-2018           | Lazio               | A                   | 0          | 0          | CI              | 0               | 0               | UEL                | 0                  | 0                  | SI          | 0           | 0           | 0      | 0      |
| Totale Lazio        | Totale Lazio        | Totale Lazio        | 161        | -188       |                 | 5               | -6              |                    | 26                 | -27                |             | 2           | -6          | 194    | -227   |
| 2018-2019           | Genoa               | A                   | 4          | -10        | CI              | 2               | -3              | -                  | -                  | -                  | -           | -           | -           | 6      | -13    |
| 2019-2020           | Genoa               | A                   | 0          | 0          | CI              | 0               | 0               | -                  | -                  | -                  | -           | -           | -           | 0      | 0      |
| 2020-2021           | Genoa               | A                   | 4          | -11        | CI              | 2               | -2              | -                  | -                  | -                  | -           | -           | -           | 6      | -13    |
| 2021-2022           | Genoa               | A                   | 0          | 0          | CI              | 1               | -2              | -                  | -                  | -                  | -           | -           | -           | 1      | -2     |
| Totale Genoa        | Totale Genoa        | Totale Genoa        | 8          | -21        |                 | 5               | -7              |                    | -                  | -                  |             | -           | -           | 13     | -27    |
| gen.-giu. 2023      | Spezia              | A                   | 1          | -2         | CI              | -               | -               | -                  | -                  | -                  | -           | -           | -           | 1      | -2     |
| 2023-2024           | Hamrun Spartans     | PL                  | 10         | -6         | CM              | 3               | -2              | UCL+UECL           | 2+4                | -6 + -9            | SM          | 1           | 0           | 20     | -23    |
| dic. 2024-2025      | Marsaxlokk          | PL                  | 2          | -1         | CM              | -               | -               | -                  | -                  | -                  | -           | -           | -           | 2      | -1     |
| Totale carriera     | Totale carriera     | Totale carriera     | 382        | -471       |                 | 16              | -19             |                    | 32                 | -42                |             | 3           | -6          | 433    | -538   |

### Cronologia presenze e reti in nazionale
| Cronologia completa delle presenze e delle reti in nazionale ― Italia | Cronologia completa delle presenze e delle reti in nazionale ― Italia | Cronologia completa delle presenze e delle reti in nazionale ― Italia | Cronologia completa delle presenze e delle reti in nazionale ― Italia | Cronologia completa delle presenze e delle reti in nazionale ― Italia | Cronologia completa delle presenze e delle reti in nazionale ― Italia | Cronologia completa delle presenze e delle reti in nazionale ― Italia | Cronologia completa delle presenze e delle reti in nazionale ― Italia |
| Data                                                                  | Città                                                                 | In casa                                                               | Risultato                                                             | Ospiti                                                                | Competizione                                                          | Reti                                                                  | Note                                                                  |
| --------------------------------------------------------------------- | --------------------------------------------------------------------- | --------------------------------------------------------------------- | --------------------------------------------------------------------- | --------------------------------------------------------------------- | --------------------------------------------------------------------- | --------------------------------------------------------------------- | --------------------------------------------------------------------- |
| 6-6-2009                                                              | Pisa                                                                  | Italia                                                                | 3 – 0                                                                 | Irlanda del Nord                                                      | Amichevole                                                            | -                                                                     |                                                                       |
| 14-10-2009                                                            | Parma                                                                 | Italia                                                                | 3 – 2                                                                 | Cipro                                                                 | Qual. Mondiali 2010                                                   | -2                                                                    |                                                                       |
| 18-11-2009                                                            | Cesena                                                                | Italia                                                                | 1 – 0                                                                 | Svezia                                                                | Amichevole                                                            | -                                                                     |                                                                       |
| 3-3-2010                                                              | Monaco                                                                | Italia                                                                | 0 – 0                                                                 | Camerun                                                               | Amichevole                                                            | -                                                                     |                                                                       |
| 5-6-2010                                                              | Ginevra                                                               | Svizzera                                                              | 1 – 1                                                                 | Italia                                                                | Amichevole                                                            | -1                                                                    |                                                                       |
| 14-6-2010                                                             | Città del Capo                                                        | Italia                                                                | 1 – 1                                                                 | Paraguay                                                              | Mondiali 2010 - 1º turno                                              | -                                                                     | 46’                                                                   |
| 20-6-2010                                                             | Nelspruit                                                             | Italia                                                                | 1 – 1                                                                 | Nuova Zelanda                                                         | Mondiali 2010 - 1º turno                                              | -1                                                                    |                                                                       |
| 24-6-2010                                                             | Johannesburg                                                          | Slovacchia                                                            | 3 – 2                                                                 | Italia                                                                | Mondiali 2010 - 1º turno                                              | -3                                                                    |                                                                       |
| 11-6-2013                                                             | Rio de Janeiro                                                        | Italia                                                                | 2 – 2                                                                 | Haiti                                                                 | Amichevole                                                            | -2                                                                    | 46’                                                                   |
| 14-8-2013                                                             | Roma                                                                  | Italia                                                                | 1 – 2                                                                 | Argentina                                                             | Amichevole                                                            | -                                                                     | 54’                                                                   |
| 15-10-2013                                                            | Napoli                                                                | Italia                                                                | 2 – 2                                                                 | Armenia                                                               | Qual. Mondiali 2014                                                   | -2                                                                    |                                                                       |
| Totale                                                                |                                                                       | Presenze                                                              | 11                                                                    |                                                                       | Reti                                                                  | -11                                                                   |                                                                       |

## Palmarès
- Coppa Italia: 1

Lazio: 2012-2013
- Campionato maltese: 1

Ħamrun Spartans: 2023-2024
- Supercoppa di Malta: 1

Ħamrun Spartans: 2023